# شمشیر شکسته: سایه تمپلارها
شمشیر شکسته: سایه تمپلارها (همچنین به عنوان دایره خون در ایالات متحده شناخته می‌شود) یک بازی ماجراجویی با نقطه و کلیک محصول ۱۹۹۶ و اولین بازی از مجموعه شمشیر شکسته، به نویسندگی و کارگردانی مشترک چارلز و سیسیل، و توسط نرم‌افزار انقلاب توسعه یافته‌است. بازیکن نقش جورج استوبارت (با صداپیشگی رولف ساکسون)، یک گردشگر آمریکایی در پاریس را برعهده می‌گیرد، به دلیل این‌که او تلاش می‌کند تا یک توطئه عمیق شامل یک فرقه شوم و یک گنج پنهان را کشف کند، و او را می‌بیند که برای این هدف به مکان‌های مختلف در سراسر اروپا و خاورمیانه سفر می‌کند. داستان به شکلی نوشته شده‌است که لحن آن به‌صورت جدی باشد و به شدت تحت تأثیر تحقیقات سیسیل در مورد شوالیه‌های معبد باشد، ولی تلاش شده بود که با طنز و کارهای گرافیکی به سبک فیلم‌های انیمیشن قدیمی همراه باشد.

## توسعه
در سال ۱۹۹۲، سیسیل و نویرین کارمودی با شان برنان، رئیس وقت انتشارات ویرجین اینتراکتیو ملاقات کردند و در مورد اینکه چگونه شوالیه‌های معبد می‌توانند سوژه‌ای ایدئال برای پایه‌گذاری یک بازی باشند، صحبت کردند. بعداً ویرجین با انتشار بازی موافقت کرد. در مصاحبه‌ای که در سپتامبر برای مجله فرانسوی شماره ۴ انجام شد، چارلز سیسیل اظهار داشت که کار روی سناریویی برای سومین بازی انقلاب را شروع کرده‌است، پس از فریب وسوسه انگیز در سال ۱۹۹۲ و ۱۹۹۴ که در آن زمان زیر یک آسمان فولاد ساخته شده بود. این بازی در پاریس و با یک خط داستانی معبد ساخته شد. ماه بعد، سیسیل از پاریس دیدن کرد تا در مورد تمپلارها تحقیق کند. پس از خواندن خون مقدس و جام مقدس، او مطمئن بود که اطلاعات کافی در مورد تمپلارها وجود دارد تا آنها را به موضوع خوبی برای یک بازی تبدیل کند. سیسیل، دیو کامینز و جاناتان هاوارد کار روی داستان و طراحی را آغاز کردند. سیسیل و کامینز در یک دوره فیلم نویسی شرکت کردند و فیلمنامه آنها توسط آلن دروری، فیلمنامه‌نویس و نمایشنامه‌نویس ارشد بی‌بی‌سی خوانده شد. هنرمند انقلاب، استیو اینس، قبل از کار بر روی زیر آسمان فولادی، طرح‌های مکانی اولیه بازی را ایجاد کرد. او در نیمه راه به سمت تهیه‌کننده ارتقا یافت.
با وجود انتشار نسخه کامپیوتری، ویرجین علاقه‌ای به انتشار بازی روی پلی‌استیشن نداشت، زیرا احساس می‌کرد که فقط بازی‌های سه بعدی برای کنسول به فروش می‌رسد. در نتیجه، سیسیل با سونی اینتراکتیو انترتینمنت تماس گرفت که با انتشار بازی برای کنسول موافقت کرد. در آمریکای شمالی، شمشیر شکسته به دایره خون تغییر نام داد. سیسیل از تغییر نام ناراحت بود و احساس می‌کرد که تصور اشتباهی از نوع بازی آن ایجاد می‌کند. با این حال، در سال ۱۹۹۸، تی‌اچ‌کیو این بازی را بر روی پلتفرم پلی‌استیشن تحت عنوان اصلی آن شمشیر شکسته: سایه تمپلارها منتشر کرد.

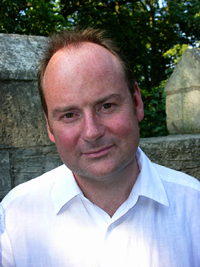
چارلز سیسیل، خالق و کارگردان مجموعه شمشیر شکسته

یکی از اهداف سسیل این بود که از بازی‌های ماجراجویی طنز که در آن زمان محبوب‌تر بودند، مانند سری جزیره میمون‌های لوکاس‌آرتز، با ایجاد یک بازی با سرعت خوب و داستانی پیچیده کناره‌گیری کند، دلیلی که او فکر می‌کرد شوالیه‌های معبد سوژه‌ای ایدئال خواهد بود. برخلاف بازی‌های لوکاس آرتز که از سیستم مکالمه پرسش و پاسخ استفاده می‌کرد، شمشیر شکسته «آیکون‌های مکالمه» را ارائه می‌کرد که به بازیکن نشان نمی‌داد که قهرمان داستان چه می‌گوید. قصد سیسیل این بود که بازی را سینمایی‌تر کند، اما شبیه فیلم‌های تعاملی آن زمان نباشد. او احساس می‌کرد که آنها «فیلم‌ها را تقلید می‌کنند». او می‌خواست دو شخصیت اصلی خلق کند که با یکدیگر تبادل نظر کنند و به پیشبرد بازی کمک کنند. او جورج امریکن و نیکو فرانسوی را برای جذب بازارهای آمریکا و اروپا ساخت.
تیم انقلاب، انتظارات زیادی برای شمشیر شکسته داشت، اما رقابت قابل توجهی وجود داشت. انقلاب تیمی داشت که بازی‌های ماجراجویی موفقی خلق کرده بودند، اما معتقد بودند که باید از بهترین صنایع خلاق دیگر استفاده کنند. ایوهان کیهیل و نیل برین از استودیوهای دان بلوث در دوبلین پس‌زمینه‌ها را با مداد ترسیم کردند و آنها را به صورت دیجیتالی در فتوشاپ رنگ‌آمیزی کردند. سکانس مقدماتی و شخصیت‌های اصلی توسط انیماتور مایک برگس، که برای استودیوی انیمیشن مریخ نورد قرمز کار می‌کرد، انجام شد. گرافیک بازی به سبکی شبیه به فیلم‌های انیمیشن کلاسیک متحرک بود.
سیسیل با آهنگساز برینگتون فلانگ تماس گرفت که موافقت کرد موسیقی بازی را ایجاد کند. در حوالی زمان انتشار بازی، فلونگ اظهار داشت: «ویرجین احتمالاً با یک تم اصلی و چند نشانه خوشحال می‌شد، اما فکر می‌کردم که به جای ایجاد یک موسیقی ارکسترال مانند یک فیلم، می‌توانم چیزی بسازم که با آن در تعامل باشد.» او موسیقی را برای ارکستر، نوازندگی کرد و با تقسیم آن به قطعات نمونه، عناصر ساختاری را اضافه کرد.
انقلاب قبلاً هیزل الربی را برای نقش نیکول کولارد انتخاب کرده بود، اما در پیدا کردن صداپیشه برای جورج استوبارت مشکل داشت. هیزل که به مدرسه موسیقی و درام گیلدهال در لندن رفت، همکلاسی سابق خود را از گیلدهال، رولف ساکسون، جورج را پیشنهاد کرد. چارلز این کار را به او پیشنهاد کرد و ساکسون پذیرفت. صداپیشگان باقی مانده در نسخه اصلی عبارتند از: ریچل اتکینز، دیوید بنرمن، رزی کلیتون، جک الیوت، استیو هادسون، دیوید هولت، پیتر کنی، ریچارد مپلتافت، متیو مارش، کالین مک فارلین، دان مک کورکیندیل، گاوین مویر، پل پانتینگ و اندرو. وینکات.
سیسیل کارگردان و نویسنده بازی، تونی وارینر و دیوید سایکس طراح و برنامه‌نویس و نویرین کارمودی تهیه‌کننده اجرایی بازی بودند. این بازی از موتور تئاتر مجازی استفاده می‌کند، و همچنین فریبنده وسوسه‌انگیز و زیر آسمان فولادی. هزینه نهایی بازی یک میلیون پوند بود. در سال ۲۰۰۲ به بازی پسر پیشرفته و در سال ۲۰۰۶ به سیستم عامل پالم او. اس و ویندوز موبایل منتقل شد.
در مارس ۲۰۰۹، یوبی سافت قطعه کارگردانی از سایه تمپلارها را با عنوان شمشیر شکسته: سایه تمپلارها – برش کارگردان برای وی و نینتندو. دی. اس منتشر کرد. دیو گیبونز، که انقلاب با او در زیر آسمان فولادی کار می‌کرد، آثار هنری دیگری برای بازی خلق کرد. با توجه به محدودیت‌های اندازه پلتفرم، نسخه دی.اس. هیچ گفتگوی گفتاری ندارد، فقط زیرنویس دارد. نسخه ای از برش کارگردان برای آی‌فون و آی‌پاد تاچ در ۲۰ ژانویه ۲۰۱۰ منتشر شد. در ماه مه، یک نسخه با کیفیت بالا برای آی‌پد منتشر شد. نسخه‌های ویندوز و مک‌اواس. ایکس در ۲ سپتامبر در سرویس‌های توزیع دیجیتال منتشر شد. نسخه اندروید در ژوئن ۲۰۱۲ در گوگل پلی منتشر شد. نسخه اصلی بازی از طریق نرم‌افزار فروخته شده و گاگ.کام با خریدهای نسخه برش کارگردان و از بخار به عنوان دی.ال. سی رایگان برای دارندگان برش کارگردان در دسترس است.

## پذیرایی

### حراجی
شمشیر شکسته یک موفقیت تجاری بود و اولین بار بود که نرم‌افزار انقلاب برای یک بازی حق امتیاز دریافت کرد. تا اوت ۲۰۰۰، ۸۲۵۰۰۰ نسخه به فروش رسید که ۴۸۰۰۰۰ نسخه به قیمت کامل فروخته شد. علیرغم انتظارات فروش پایین، به ویژه در پلی استیشن موفق شد. تونی وارینر در سال ۲۰۰۴ اشاره کرد که ناشر پیش‌بینی کرده بود «۶۰۰۰۰ نسخه و نزدیک به ۳۰۰۰۰۰ نسخه منتشر شود». بر اساس گزارش نرم‌افزار انقلاب، تا آوریل ۲۰۰۱، مجموع فروش کامپیوترهای شمشیر شکسته پلی استیشن از یک میلیون واحد فراتر رفت. در سال ۲۰۱۵، چارلز سیسیل اظهار داشت که نسخه پلی استیشن به تنهایی ۵۰۰۰۰۰ فروش داشته‌است. شمشیر شکسته: سایه تمپلارها – برش کارگردان نیز فروش خوبی داشت – به خصوص نسخه آی.او. اس که به همراه نسخه بازسازی آینه سیگار توسط بیش از چهار میلیون نفر در سال ۲۰۱۱ دانلود شد. به گفته سیسیل، فروش بازسازی بیشتر از اژدهای خفته و فرشته مرگ بود.

### بررسی‌های انتقادی
شمشیر شکسته مورد تحسین منتقدان قرار گرفت و داستان بازی، کارگردانی هنری، موسیقی، صداگذاری و نویسندگی بازی را تحسین کردند. اج (مجله) اظهار داشت که شمشیر شکسته نسبت به بازی‌های ماجراجویی لوکاس آرتس مانند جزیره میمون‌ها و حفاری، برتری دارد و معتقد است که این یک «مقاله عطف بازی ماجراجویی» و «بهترین ماجراجویی گرافیکی تا به امروز» است.
آنجلا مونی از گیمرهای ماجراجویی اظهار داشت که "طرح عمیق و اسرارآمیز بازی به گونه ای طراحی شده‌است که تفکر برانگیز و در عین حال بسیار سرگرم کننده باشد. ربکا بی اندرسون از گیم‌اسپات دریافت که ترکیب تاریخ واقعی بازی و داستان سرایی «بسیار خلاقانه» به یک ماجراجویی سرگرم‌کننده اضافه می‌کند. جو آنتول از بازی کلاسیک ماجراجویی نوشت که دخالت شوالیه‌های معبد "تجربه ای منحصر به فرد از داستان سرایی خلاقانه" ایجاد کرد. یکی از نویسندگان مجله نسل بعدی اظهار داشت که این داستان "غنی از رمز و راز و دسیسه است، با پازل‌ها و مکان‌های زیادی برای کشف". منتقد اج استفاده بازی از "افسانه و دسیسه مدرن ' را ستود و معتقد بود که "نرم افزار انقلاب سرانجام از سایه جزیره میمون و همکاران فرار کرد و ماجراجویی گرافیکی را از نظر هر دو داستان به سطوح جدید و تماشایی رساند." نویسنده اظهار داشت که با در هم تنیدن "طرح فرا اروپایی خود حول افسانه‌های شوالیه‌های معبد"، بازی "موفق می‌شود بدون از دست دادن حس مکان خود، سنگین و پیچیده به نظر برسد". مارک وولف از پی‌سی گیمر این بازی را «بصری خیره کننده» نامید و گرافیک انیمیشن را «ترد و واضح» و آثار هنری «به سادگی زیبا» را تحسین کرد. او همچنین نوشت: «در بالاترین تنظیمات، پس‌زمینه و پیش‌زمینه به‌طور جداگانه اسکرول می‌شوند و حس عمقی را ارائه می‌کنند که در بسیاری از ماجراجویی‌های گرافیکی نمی‌بینید. حتی جو هر یک از مناطقی که کاوش می‌کنید با این منطقه مطابقت دارد.» مونی این انیمیشن را «بسیار رنگارنگ و خوب اجرا شده» خواند و خاطرنشان کرد که تیم هنری «این سبک از انیمیشن را انتخاب کرده‌اند و واقعاً یک بازی زیبا و بالغ با آن ساخته‌اند.» نویسنده همچنین خاطرنشان کرد که محیط‌ها «جزئیات و دعوت کننده» هستند. اندرسون این بازی را یک «تصویر بصری» و «اثر هنری» نامید و خاطرنشان کرد که «هر صحنه مملو از جزئیات غنی، شاداب و گویا است که رقیب هر فیلم بلند انیمیشنی است.» نسل بعدی حرکات شخصیت‌ها را «فوق‌العاده» و کات‌سین‌ها را «یک لذت برای تماشا» نامید. نویسنده مجله اج از جهت هنری آن ستایش کرد که در آن "هر عنصر بصری تا درجه "n" صیقل داده شده‌است. داور معتقد بود که "آثار هنری اس.وی.جی. آ بسیار فراتر از رقبا در این ژانر است." اج از موسیقی خود برای «بازی کردن نقش مهمی در بهبود خلق و خو» تعریف کرد و خاطرنشان کرد که «به زیبایی هماهنگ شده‌است و فضای بی‌اندازه‌ای به آن اضافه می‌کند.» مونی همچنین موسیقی را تحسین کرد و آن را «جاه طلبانه و زیبا» خواند و گفت که «احساس سینمایی» را به تجربه اضافه می‌کند. مونی گفت که صداگذاری بازی با «کیفیت عالی» با «دیالوگ لذت‌بخش» است، اما اشاره کرد که مکالمات طولانی ممکن است «بعضی بازیکنان را خاموش کند». ولف بیشتر از صداپیشگی انتقاد کرد و آن را «نه خیلی حرفه‌ای» و «بدترین چیز در بازی» خواند. نسل بعدی نسخه مکینتاش بازی را بررسی کرد و اظهار داشت که «با وجود داستان و انیمیشن بلندپروازانه …، با توجه به کیفیت پایین پورت، ممکن است برای تأخیر یک‌ماهه قدردانی کنیم.» آنها نصب دشواری را ذکر کردند که باعث تضاد با برنامه‌های افزودنی استاندارد و سرعت پایین حتی در رایانه‌های پیشرفته می‌شود.
مونی اظهار داشت که پازل‌های بازی به خوبی در داستان ادغام شده‌اند و نسبتاً چالش‌برانگیز هستند. ولف این پازل‌ها را مبتکرانه و چالش‌برانگیز خواند، اما معتقد بود که برخی از آنها به «شکار پیکسل بیش از حد» نیاز دارند. شخص بعدی گفت که تقریباً همه پازل‌ها ساده هستند و نیازی به یافتن یک شی و استفاده از آن روی چیز دیگری ندارند. با وجود تحسین نسخه ویندوز، گیم اسپات نسخه پلی استیشن را متوسط ارزیابی کرد و از کمبودهای فنی مانند زمان بارگذاری طولانی و گرافیک خیلی بد انتقاد کرد. چهار داور ماهنامه بازی الکترونیکی اذعان کردند که زمان‌های بارگذاری مکرر آزاردهنده است، اما در مورد تبدیل پلی‌استیشن بسیار مثبت بودند، صحنه‌های متحرک زیبایی که به‌طور یکپارچه با بازی ترکیب می‌شوند، پشتیبانی آن از ماوس پلی‌استیشن و به‌ویژه داستان، با «طرح پیچیده و پیچ در پیچ»، طنز عجیب و غریب، و شخصیت‌های قانع کننده آن. سیسیل بعداً از نسخه پلی استیشن به عنوان «یک پشیمانی بزرگ» در مورد بازی یاد کرد. او معتقد بود که تیم باید در این نسخه به جای تعامل نقطه و کلیک مبتنی بر ماوس، کنترل مستقیم بر شخصیت بازیکن را معرفی می‌کرد.

### جوایز و نامزدها
مجله فرانسوی *نسل ۴*، جایزه "بهترین ماجراجویی ۱۹۹۷" را به آن اهدا کرد، و جایزه "بهترین تلاش" را از مجله کووست دریافت کرد. برنامه مجله آمپر زنده بی‌بی‌سی؛ *لگد زدن* به آن جایزه بهترین بازی رایانه شخصی سال ۱۹۹۶ را داد. در سال ۲۰۰۵، پورت بازی پسر پیشرفته جایزه «جایزه نقره ای گیمر جیبی» را توسط پاکت گیمر دریافت کرد. این بازی در سال ۱۹۹۶ برای جایزه "بازی ماجراجویی سال ' در دنیای بازی‌های رایانه ای نامزد شد، که در نهایت به دستورالعمل پاندورا رسید. همچنین فینالیست کنفرانس توسعه دهندگان بازی‌های رایانه ای در سال ۱۹۹۶ "بهترین بازی ماجراجویی آر.پی. جی" جایزه نور افکن بود، اما جایزه را به الدر اسکورولز ۲: دگرفال از دست داد.
برش کارگردان نامزد جایزه «بهترین داستان» در جوایز بازی‌های ویدئویی آکادمی بریتانیا در سال ۲۰۰۹ شد، و پاکت گیمر به نسخه دی. اس جایزه «گیمر جیبی نقراه‌ای» در سال ۲۰۰۹ و نسخه آیفون جایزه «جایزه طلایی گیمر جیبی» را اهدا کرد. در سال ۲۰۱۰. نسخه‌های وی و دی. اس برای جایزه «بهترین پورت/انتشار مجدد به‌روزشده» در گیمرهای ماجراجویی ' جوایز آگی ۲۰۱۰ نامزد شدند. نسخه آیفون نامزد جایزه «بهترین بازی ماجراجویی آر.پی. جی»
در جوایز پاکت گیمر۲۰۱۱ شد. نسخه وی برنده جایزه بهترین ماجراجویی اروپایی در جوایز بازی‌های اروپایی ۲۰۱۱ شد.

## میراث

### لیست‌ها
گیمرهای ماجراجویی در فهرست «۲۰ بازی برتر ماجراجویی تمام دوران» در سال ۲۰۰۴ «۱۰۰ بازی برتر تمام زمان‌ها» در سال ۲۰۱۱، شمشیر شکسته را در رتبه چهارم قرار داد. در سال ۲۰۰۶، بازی کلاسیک ماجراجویی این بازی را در رتبه سوم لیست «۱۰ بازی برتر ماجراجویی گرافیکی یکپارچه‌سازی با سیستم‌عامل تمام دوران از رایانه شخصی تا کنسول» قرار داد. در سال ۲۰۰۸ در فهرست بهترین نرم‌افزار بازی‌های موبایل ویندوز» هاب روشن قرار گرفت. در سال ۲۰۱۰، رترو گیمر آن را در رتبه دوم فهرست «۲۰ بازی برتر ماجراجویی تمام دوران» قرار داد. نه توسط لوکاس آرتس»، و در ۱۰۰۱ بازی ویدیویی که باید قبل از مرگ بازی کنید، کتابی از طراح و برنامه‌نویس بازی‌های ویدیویی پیتر مولینوکس و تونی مات ویراستار قدیمی مجله اج که در سال ۲۰۱۰ منتشر شد. نوگامر آن را در ویژگی ۲۰۱۱ خود، "بهترین بازی‌های نقطه و کلیک (نه توسط لوکاس آرتس)" فهرست کرده‌است. در سال ۲۰۱۲، در گیمزریدار «بهترین بازی‌های ماجراجویی نقطه و کلیک» در رتبه هشتم قرار گرفت. شمشیر شکسته و بازسازی آن در لیست توصیه‌های «بازی‌های ماجراجویی برتر» گیمرهای ماجراجویی فهرست شده‌اند. این بازی در حال حاضر سومین بازی ماجراجویی پربازدید شده در گیم اسپوت است.
پازل بز بازی در ویژگی «سخت‌ترین پازل‌های بازی سال ۲۰۱۱ در بازی‌های رایانه‌ای و ویدیویی ظاهر شد. در سال ۲۰۱۲، در لیست «۵ پازل بازی‌های ویدئویی پیچیده و دیوانه وار سخت و پیچیده» گیم فرانت قرار گرفت. بازی‌های رایانه‌ای و ویدیویی همچنین موضوع اصلی بارینگتون را در رتبه بیست و یکم در فهرست «موسیقی‌های بازی ویدیویی: ۱۰۰ بهترین تم تمام دوران‌ها» در سال ۲۰۱۲ قرار دادند. تلگراف، خان را به عنوان یکی از ۱۰ قاتل بهترین بازی‌های ویدیویی، معرفی کرد، در حالی که در سال ۲۰۱۳، کوتاکو او را به عنوان یکی از «ترسناک‌ترین دلقک‌ها و شوخی‌ها در بازی‌های ویدیویی» معرفی کرد. برش کارگردان نیز در لیست‌های برتر، به ویژه نسخه‌های آی.او. اس قرار گرفته‌است.

### نفوذ
است کوران، روزنامه‌نگار بریتانیایی بازی‌های ویدیویی، در کتاب خود *طرح بازی*: طرح‌های بزرگی که چهره بازی‌های رایانه‌ای را تغییر دادند، نوشت که شمشیر شکسته بر بازی‌های ماجراجویی تونستراک که در آن سسیل اعتبار «تشکر ویژه» و فرار از جزیره میمون‌ها را دارد، تأثیر گذاشته و دارای یک پازل است که شامل یک شمشیر شکسته‌است. کوین برونر، یکی از بنیانگذاران تل‌تیل گیمز، گفته‌است که از طرفداران شمشیر شکسته است. اشتون راز، نویسنده تلگراف و یکی از خالقان بازی ماجراجویی ریچارد و آلیس در سال ۲۰۱۳، گفت که شمشیر شکسته بزرگ‌ترین تأثیر او است. دکلن اسکیوز از بازی‌های ویدئویی تعاملی در بررسی خود از بازی ماجراجویی دفن زباله در سال ۲۰۱۰ گفت که این بازی از شمشیر شکسته الهام گرفته‌است.

#### رمز داوینچی
سیسیل گفته‌است که طرفداران بازی معتقدند دن براون هنگام نوشتن رمانش، رمز داوینچی، تحت تأثیر شمشیر شکسته قرار گرفته‌است، زیرا این دو اثر مشابهی دارند. سیسیل ادعا کرد که از این احساسات متملق است، اما به دلیل تهدید وکلای «بسیار جدی» براون هرگز چنین ادعایی نخواهد کرد. ژائو دینیز سانچس از جیب گیمیرها داستان شمشیر شکسته یک داستان است، برخی استدلال می‌کنند که بدون دردسر از رمان مضمون و فریبنده دن براون پیشی می‌گیرد. در مقاله‌ای در مورد شمشیر شکسته، بازی‌های رایانه‌ای و ویدیویی افسانه شوالیه‌های معبد را به عنوان «اسطوره‌ای بزرگ برای پایه‌گذاری یک بازی» توصیف کردند و اشاره کردند که شمشیر شکسته «سال‌ها قبل از اینکه کد داوینچی این نوع چیزها را محبوب کند، منتشر شد.

### دنباله‌ها و انتشار مجدد
موفقیت شمشیر شکسته منجر ' ساخت سریالی شد که چهار دنباله را به دنبال داشت. شمشیر شکسته ۲: آینه سیگاری در سال ۱۹۹۷ منتشر شد، و همان موتور را حفظ کرد، در حالی که گیم پلی بازی را با اجازه دادن به بازیکنان برای کنترل جورج و نیکول برای حل پازل‌ها گسترش داد. در سال ۲۰۰۳، انقلاب شمشیر شکسته: اژدهای خفته را منتشر کرد که از طریق موتور رندروار به سمت گرافیک سه بعدی حرکت کرد و مکانیزم کنترل مستقیم را برای گیم پلی خود در نظر گرفت.
در سال ۲۰۰۶، این شرکت شمشیر شکسته: فرشته مرگ (معروف به اسرار کشتی: بازی شمشیر شکسته در آمریکای شمالی) را منتشر کرد که به سیستم اشاره و کلیک مورد استفاده در دو بازی اول بازگشت. این بازی برای استفاده از موتور بازی سومو دیجیتال طراحی شده بود، اما فقط برای کامپیوتر خانگی منتشر شد. پس از عنوان چهارم، انقلاب یک پروژه کیک‌استارتر را در اوت ۲۰۱۲ به منظور جذب سرمایه برای ساخت قسمت پنجم تحت عنوان شمشیر شکسته ۵: نفرین مار آغاز کرد و آن را در دو قسمت در سال‌های ۲۰۱۳ و ۲۰۱۴ منتشر کرد. این بازی سری را به گرافیک دو بعدی بازگرداند، و در سپتامبر ۲۰۱۳ منتشر شد. و یک موتور بازی جدید بر اساس سیستم اصلی مورد استفاده برای سایه تمپلارها.
در سال ۲۰۰۹، سیسیل تصمیم گرفت عنوان اصلی را برای پلتفرم‌های به‌روزتر مانند وی و نینتندو دی‌اس بازسازی کند و بین سال‌های ۲۰۰۹ تا ۲۰۱۲، شمشیر شکسته: سایه تمپلارها-برش کارگردان را منتشر کرد. نسخه توسعه‌یافته چندین پازل جدید ایجاد کرد، ارائه را با رویکردی به سبک کمیک برای متن و مکالمه طراحی کرد، و عناصر داستانی جدیدی را در مورد مشارکت نیکول کولارد در طرح اصلی گنجاند، در حالی که چندین پازل را تغییر داد و سکانس‌های «مرگ» را حذف کرد. پس از انتشار نسخه کارگردان شکسته شمشیر شکسته، انقلاب نسخه بازسازی شده بازی دوم را با عنوان شمشیر شکسته: آینه سیگاری بازسازی شده، در سال ۲۰۱۰ منتشر کرد.

### گذشته نگر
در ژوئن ۲۰۲۰، جیسون منفورد، کمدین، یک مصاحبه گذشته‌نگر طولانی با چارلز سیسیل و رولف ساکسون دربارهٔ پیشرفت و میراث بازی انجام داد. این به دنبال پخش زنده کل بازی توسط مانفورد در طول چند هفته در یوتیوب بود، در هنگام اولین قرنطینه کوید۱۹ در بریتانیا.

### فیلم
در ماه مه ۲۰۰۷، کامینگ سون.نت گزارش داد که سیسیل، تشویق شده از موفقیت فرشته مرگ، کار بر روی یک فیلم سینمایی اقتباسی شمشیر شکسته را آغاز کرده‌است. به گفته این وب سایت، تهیه‌کنندگان جی داگلاس و شرکت تولید استودیوی قلعه برایت درگیر بودند. جاستین کاپلان سیسیل را به شرکت معرفی کرد و قرار بود یکی از تهیه‌کنندگان باشد. گفتگو با کارگردانان و فیلمنامه نویسان فیلم‌هایی مانند هری پاتر، کازینو رویال و مردان ایکس آغاز شده بود.
در ژوئیه ۲۰۰۸، سیسیل گفت که با استودیوهای کوچکی از لس آنجلس صحبت می‌کند. اگرچه او علاقه‌مند به ساختن یک فیلم بود، اما معتقد بود که این کار ضروری نیست، زیرا این سریال قبلاً موفق بوده و یک فیلم بد فقط می‌تواند به شهرت آن آسیب برساند. سیسیل گفت که حاضر نیست «کنترل تحریریه را به کسی بدهد که [او] نمی‌داند» و اگر فیلم ساخته شود، خودش آن را می‌نویسد. او می‌خواست هر اقتباسی با منبع اصلی مطابقت داشته باشد، فیلمی که «به جای اینکه از آن سود ببرد، [بازی] را تقویت کند». در ماه مه ۲۰۰۹، سیسیل اظهار داشت که با شرکت تولیدی رادار پیکچرز، که برای فیلم‌هایی مانند آخرین سامورایی و وقایع نگاری ریدیک شناخته می‌شود، گفتگو می‌کند و او در حال بازنویسی بازی به صورت یک فیلم است.
در اوت ۲۰۱۲، سیسیل گفت که او و انقلاب در تلاش برای «پیدا کردن شریک مناسب» برای ساخت فیلم هستند. سیسیل معتقد بود که «بسیاری از فیلمسازان که اکنون در اوایل دهه ۳۰ خود هستند، برای اولین بار بازی شمشیر شکسته را بازی کردند، بنابراین آنها محبت زیادی دارند، و تعدادی از آنها نیز چیزهای زیادی در مورد این برند می‌دانند. با این حال، او نظر خود را دوباره بیان کرد که «بهتر است اصلاً فیلم نداشته باشیم تا فیلم بدی». در حالی که سیسیل گفت که تمرکز اصلی انقلاب روی فیلم بعدی شمشیر شکسته: نفرین مار است، او اضافه کرد که «مطمئن است که در مقطعی فیلمی وجود خواهد داشت». او همچنین گفت که «مطمئن است که واقعاً خوب خواهد بود، زیرا ما تمام تلاش خود را می‌کنیم تا مطمئن شویم که اینطور است.»